# Брошнів (зупинний пункт)
Бр́ошнів — пасажирський залізничний зупинний пункт Івано-Франківської дирекції Львівської залізниці на лінії Стрий — Івано-Франківськ між станцією Рожнятів (2,7 ) та зупинним пунктом Голинь (3,4 ). Розташований в селищі Брошнів-Осада Калуського району Івано-Франківської області.

## Історія
За радянських часів на місці зупинного пункту існувала повноцінна залізнична станція (відкрита до 1929 року) та здійснювалась пересадка на вузькоколійний поїзд Брошнів — Осмолода.

## Пасажирське сполучення
На зупинному пункті Брошнів зупиняються приміські поїзди сполученням Івано-Франківськ — Стрий.